# 퀵셀렉트
퀵셀렉트(quickselect)는 컴퓨터 과학에서 정렬되지 않은 목록에서 가장 작은 k번째 요소를 찾는 선택 알고리즘이다. 퀵 정렬 알고리즘과 관련이 있다. 퀵 정렬처럼 토니 호어가 개발했으므로 호어의 선택 알고리즘(Hoare's selection algorithm)으로도 부른다. 퀵 정렬처럼 효율적이며 평균적으로 양호한 성능을 내지만 최악의 조건에서는 낮은 성능을 내기도 한다. 퀵셀렉트와 파생 변종들은 실생활의 효율적인 구현체에서 가장 자주 사용되는 선택 알고리즘이다.

## 알고리즘
```
// Returns the k-th smallest element of list within left..right inclusive

// (i.e. left <= k <= right).

function
 select(list, left, right, k) 
is

    
if
 left = right 
then
   
// If the list contains only one element,

        
return
 list[left]  
// return that element

    pivotIndex  := ...     
// select a pivotIndex between left and right,

                           
// e.g.,
 left + floor(rand() % (right − left + 1))
    pivotIndex  := partition(list, left, right, pivotIndex)
    
// The pivot is in its final sorted position

    
if
 k = pivotIndex 
then

        
return
 list[k]
    
else if
 k < pivotIndex 
then

        
return
 select(list, left, pivotIndex − 1, k)
    
else

        
return
 select(list, pivotIndex + 1, right, k)
```